# Finja
Finja ist ein weiblicher Vorname.

## Herkunft und Bedeutung
Für den Namen Finja existieren drei Herleitungsmöglichkeiten:
- von Финя Finja, einer russischen Koseform von Rufina
- Variante von Fenja
- Variante von Finna bzw. Finnō, einer weiblichen Variante von Finnr:[2] „Wanderer“, später „Same“[3]

Gelegentliche Versuche, Finja vom irisch-gälischen Namen Finn herzuleiten, sind etymologisch nicht korrekt.

## Verbreitung
In Skandinavien wird der Name Finja äußerst selten vergeben.
Dagegen erfreut er sich in Deutschland großer Beliebtheit. Seit den 1990er Jahren wird er regelmäßig vergeben. Mittlerweile hat er sich im Mittelfeld der 100 beliebtesten Mädchennamen etabliert. Seine bislang höchste Platzierung erreichte der Name im Jahr 2003 mit Rang 21 in den Hitlisten. Seitdem sank seine Beliebtheit. Im Jahr 2021 belegte er Rang 65 in den Vornamenscharts. Etwa 85 % aller Namensträgerinnen tragen den Namen in der Schreibweise Finja.

## Varianten
Für den Namen Finja existieren die alternativen Schreibweisen
- Finnja
- Finya
- Finnya
- Fynja
- Finia

## Bekannte Namensträgerinnen
- Finja Harms (* 2000), deutsche Handballspielerin
- Finja Martens (* 1981), deutsche Schauspielerin
- Finja Schaake (* 1992), deutsche Basketballnationalspielerin